# 天頂の囲碁
天頂の囲碁（てんちょうのいご）は、2009年9月18日に毎日コミュニケーションズ（後のマイナビ、ゲーム事業はマイナビ出版に分社）から発売されたWindows用コンピュータ囲碁ソフト。PlayStation PortableやPlayStation 3にも移植された。

## 来歴
搭載されている思考エンジン「Zen」はシリーズ6まではモンテカルロ法を採用しており、対局サイト「KGS」でのテストにより、棋力は初～二段と見積もられた。「Zen」エンジンは2009年5月にスペインで行われた第14回コンピュータオリンピアードの囲碁部門で優勝している。この際、エキシビジョンとして王銘琬九段と八子局で対局して中押し勝ちした。2011年にオランダで行われた第16回大会でも優勝した。
通常の対局のほか、レーティング対局機能などがあり、女流棋士の万波佳奈、万波奈穂姉妹が読み上げの音声を担当している。
2010年8月27日には、天頂の囲碁2が発売された。Windows 7へ対応。前作との自己対戦勝率80％といい、最高棋力三段の棋力設定などが追加された。序盤の布石などの棋風が前作とは多少異なっている。また、終盤にコンピュータが優勢な局面での不自然な打ち回しにも改善が見られる。
2011年9月30日には、天頂の囲碁3が発売。前作との自己対戦勝率76%、最高棋力モードは四段にランクアップされ、「一子強くなった」とふれこんでいる。
2011年12月には、思考エンジン「Zen」が第5回UEC杯コンピュータ囲碁大会で優勝し、鄭銘瑝九段との六子局でのエキシビジョンにも中押し勝ちした。また、2012年3月には思考エンジン「Zen」が武宮正樹九段と対局をして、五子局と四子局で勝利した。
2012年7月27日には、天頂の囲碁4が発売された。前作との自己対戦勝率は76%、最高棋力モードは五段となった。また、前作にあった投了が早すぎるという欠点を改善し、棋力を下げたモードの改良や形勢判断機能の追加も行われている。前作に比べ不自然な着手が減り、より碁盤全体を見た打ち回しになった。
2013年12月13日に、天頂の囲碁5が発売。
2016年6月3日には、天頂の囲碁6が発売された。Zen ver11.4が使用されている。着手の評価にディープラーニング(Policy network)を使用したことにより、前作との自己対戦勝率が95%と大幅な棋力の向上を実現した。
2017年11月17日、天頂の囲碁7 Zen発売。「DeepZenGoプロジェクト」にて本格的にディープラーニングを取り入れ、さらに強くなった。2017年3月に行われたワールド碁チャンピオンシップで井山裕太六冠に勝利を収めた。

## 作品一覧

### Windows
| タイトル        | 発売日         | 廉価版発売日   | 棋力 | 備考            |
| --------------- | -------------- | -------------- | ---- | --------------- |
| 天頂の囲碁      | 2009年9月18日  | 2011年9月13日  |      |                 |
| 天頂の囲碁2     | 2010年8月27日  | 2013年05月17日 | 三段 |                 |
| 天頂の囲碁3     | 2011年9月30日  | -              | 四段 |                 |
| 天頂の囲碁４    | 2012年7月27日  | 2017年04月21日 | 五段 |                 |
| 天頂の囲碁5     | 2013年12月13日 |                | 六段 | 名局集を追加    |
| 天頂の囲碁6 Zen | 2016年6月3日   |                | 七段 |                 |
| 天頂の囲碁7 Zen | 2017年11月10日 |                | 九段 | DeepZenGoを採用 |

### PlayStation 3
| タイトル   | 発売日        | 廉価版発売日  | 棋力 | 備考 |
| ---------- | ------------- | ------------- | ---- | ---- |
| 天頂の囲碁 | 2011年7月14日 | 2013年4月25日 | 三段 |      |

### PlayStation Portable
| タイトル   | 発売日         | 廉価版発売日  | 棋力 | 備考 |
| ---------- | -------------- | ------------- | ---- | ---- |
| 天頂の囲碁 | 2010年10月28日 | 2013年4月25日 |      |      |

### 過去作
- 天頂の囲碁 - MYCOM GAME WEB
- 天頂の囲碁2 - MYCOM GAME WEB
- 天頂の囲碁3 - マイナビ GAME WEB
- 天頂の囲碁4 - マイナビ GAME WEB
- 天頂の囲碁5 - マイナビブックス
- 天頂の囲碁6 - マイナビブックス